# Vladimir Ivaško
Vladimir Antonovič Ivaško (rusky Владимир Антонович Ивашко, 28. října 1932 – 13. listopadu 1994) byl sovětský ukrajinský politik, úřadující generální tajemník ÚV KSSS.
Od června do července 1990 zastával post předsedy nejvyšší rady Ukrajinské SSR. Dne 24. srpna 1991 odstoupil dosavadní generální tajemník ÚV KSSS Michail Gorbačov, který svěřil všechnu moc právě svému zástupci Ivaškovi. Ale jen na pět dní. Dne 29. srpna byl nejvyšším sovětem odvolán, funkce byla zrušena.
Roku 1992 odešel Ivaško do důchodu. Zemřel 13. listopadu 1994 v Moskvě. Pohřben je v Charkově.